# EyeWire
EyeWire é um jogo on-line que foi criado para mapear os neurônios da retina de um rato denominado E2198, originário do laboratório Sebastian Seung no MIT (Instituto de Tecnologia de Massachusetts). Fazendo uso da participação informada, consciente e voluntária de milhares de cidadãos que geram e analisam grande quantidade de dados de forma lúdica em uma interface online, o jogo consegue mapear os neurônios da retina. Ele foi lançado oficialmente no dia 10 de dezembro de 2012 e desde então tem crescido, chegando a mais de 200,000 jogadores de 150 países. 
O jogo é dirigido por uma spinoff sem fins lucrativos do MIT chamada Wired Differently em parceria com o Laboratório Seung da Universidade de Princeton.
Ao se ver incapaz de criar um sistema de inteligência artificial que desse conta de fazer o trabalho sozinho, o pesquisador concebeu o game como uma forma usar inteligência humana no serviço. Eyewire ajuda os pesquisadores a descobrir como os neurônios conectam-se para processar informação visual. Qualquer um, em qualquer lugar, pode ajudar os pesquisadores a desenvolver tecnologias para mapear o conectoma (o conjunto de conexões entre todas as células nervosas do organismo humano). No jogo, os usuários ajudam a resolver quebra-cabeças 3D. A medida que resolvem os quebra-cabeças, eles estão de fato ajudando a reconstruir modelos 3D de imagens de neurônios feitas por um microscópio eletrônico. Não é necessário nenhum conhecimento científico prévio para jogar. Após cinco meses de lançamento, o Eyewire já atraiu 65 mil inscritos, sendo 365 deles brasileiros. Juntos, os jogadores analisaram mais de 1 milhão de pacotes de imagens liberados pelos cientistas. Neurocientistas esperam que, no futuro, esse mapa ajude a desvendar mistérios sobre o funcionamento da mente.
Eyewire já foi destacado por WIRED, Nature,Forbes, Scientific American, NPR e outros.

## Como Jogar
Eyewire desafia os jogadores, "eyewirers", a mapear neurônios em 3D. Ao se registrar, os jogadores são automaticamente direcionados a um tutorial que explica o funcionamento do jogo. Tutoriais suplementares podem ser encontrados aqui, no Eyewire Blog.
No jogo, é dado ao usuário um cubo com um neurônio parcialmente reconstruído que se alonga por dentro dele. No lado direito da tela há uma imagem preto e branco de um corte transversal de um neurônio (Como na figura A). O jogador aprende a "colorir" dentro das linhas cinzas de uma única ramificação neuronal, que normalmente se estende de um lado ao outro do cubo. Isso gera uma reconstrução volumétrica de cada ramificação. 
Vários jogadores mapeam cada cubo e seu trabalho é comparado. Jogadores mais avançados, Scouts e Scythes, dão uma olhada no trabalho da comunidade global. Esses jogadores tem o poder de estender ramificações e remover segmentos errados (apelidados de "mergers").

## Instruções Detalhadas
A tarefa do jogador é selecionar as áreas em que a AI (Inteligência Artificial) falhou, desta forma melhorando o desenho do neurônio. Algumas melhorias sequer preenchem pequenos buracos, enquanto outras podem estender ramificações ou mesmo encontrar novas ramificações que a AI não havia notado. Na interface, uma imagem tridimensional do cubo é mostrada a esquerda enquanto uma bidimensional é mostrada a direita. A imagem bidimensional mostra um por um a sucessão de cortes transversais do cubo. A tarefa é assinalar, na imagem bidimensional, as áreas a serem coloridas. Assim que se colore algo na imagem bidimensional, o mesmo ocorre na tridimensional. Uma vez o jogador acredite que a tarefa esteja completa, ele a envia e recebe uma nova. À medida que mais imagens são analisadas, a inteligência artificial do programa que administra o game "aprende" com a inteligência humana, e aos poucos os computadores descobrem como mapear os neurônios corretamente.

## Pontuação
Cada cubo é apresentado para três a cinco jogadores diferentes e a área escolhida pela maioria para ser desenhada é a aceita. Qualquer nova ramificação pode resultar em novos cubos sendo explorados. Na versão beta, o jogadores ganham pontos dependendo da quantidade de áreas que escolhem de acordo com a maioria e na quantidade de volume neuronal encontrado. Os jogadores "pintam" as fotografias, como num software de desenho, para delimitar as células. A pontuação do jogo é dada conforme o tempo que o usuário leva para cumprir uma tarefa e a precisão com que o faz.

## Objetivos
Os objetivos do Eyewire são identificar tipos específicos de células dentre as diferentes classes de células da retina e mapear as conexões entre os neurônios e esta, o que ajudará a determinar como a visão funciona. Eyewire é parte de um esforço maior chamado Wired Differently, cujo objetivo é mostrar que a singularidade de cada indivíduo está nas diferentes conexões de seus neurônios, ou conectoma. Apesar de possuir a iniciativa mais avançada para mapeamento do cérebro hoje, porém, o laboratório de Seung ainda não tem capacidade para mapear um cérebro humano inteiro. "A tecnologia de imageamento avançou rápido demais, e hoje gera quantidades enormes de de dados em intervalos de tempo relativamente pequeno, por isso ainda não damos conta de analisar todas as imagens", disse à Folha Amy Robinson, cientista de computação que ajudou o laboratório de Seung a criar o game.
- O primeiro objetivo é reconstruir as formas tridimensionais dos neurônios da retina a partir das imagens bidimensionais.

- O segundo, identificar as sinapses para determinar quais as conexões entre os neurônio mapeados.

- O último, relacionar as conexões com o que se sabe sobre a atividade dos neurônios.

## Método
As imagens dos neurônios utilizados no Eyewire foram conseguidas através de um processo chamado “serial block-face scanning electron microscopy”. Neste processo se faz uso de um microscópio eletrônico de varredura o qual, após  marcar as amostrar com matais pesados, lança elétrons sobre o material. Esses elétrons são repelidos pelo metal pesado inserido na amostra e, ao quicarem de volta, são percebidos pelo sensor. Após cada imagem obtida fatia-se a amostra utilizando um micrótomo para que se possa repetir o processo em uma camada diferente.
Para mais informações, em inglês, acesse aqui. 

## Resultados
Até agora, os jogadores do Eyewire já mapearam 12 neurônios completos de camundongos e já possível ver seu formato tridimensional na "home page" do jogo. Foi um marco impressionante, mas ainda é uma mera fração daquilo necessário para mapear todos os neurônios do cérebro humano, que somam cerca de 80 bilhões. Em maio de 2014, os pesquisadores, graças em parte aos milhares de jogadores online, rastrearam como as células em nossa retina rastreiam objetos que se movem através do nosso campo de visão.  Os resultados, publicados on-line na revista Nature, validam um conceito que explica como algumas células nervosas são estimuladas apenas pelo movimento em uma direção específica e não em outras direções. Eles também validam o uso de jogos de vídeo, crowdsourcing e as outras ferramentas da ciência cidadã para fazer descobertas rigorosamente científicas.